# John Hilton (Komponist)
John Hilton (der Jüngere) (* 1599 vermutlich in Cambridge; † 1657 vermutlich in Westminster (London)) war ein englischer Komponist und Musiker.

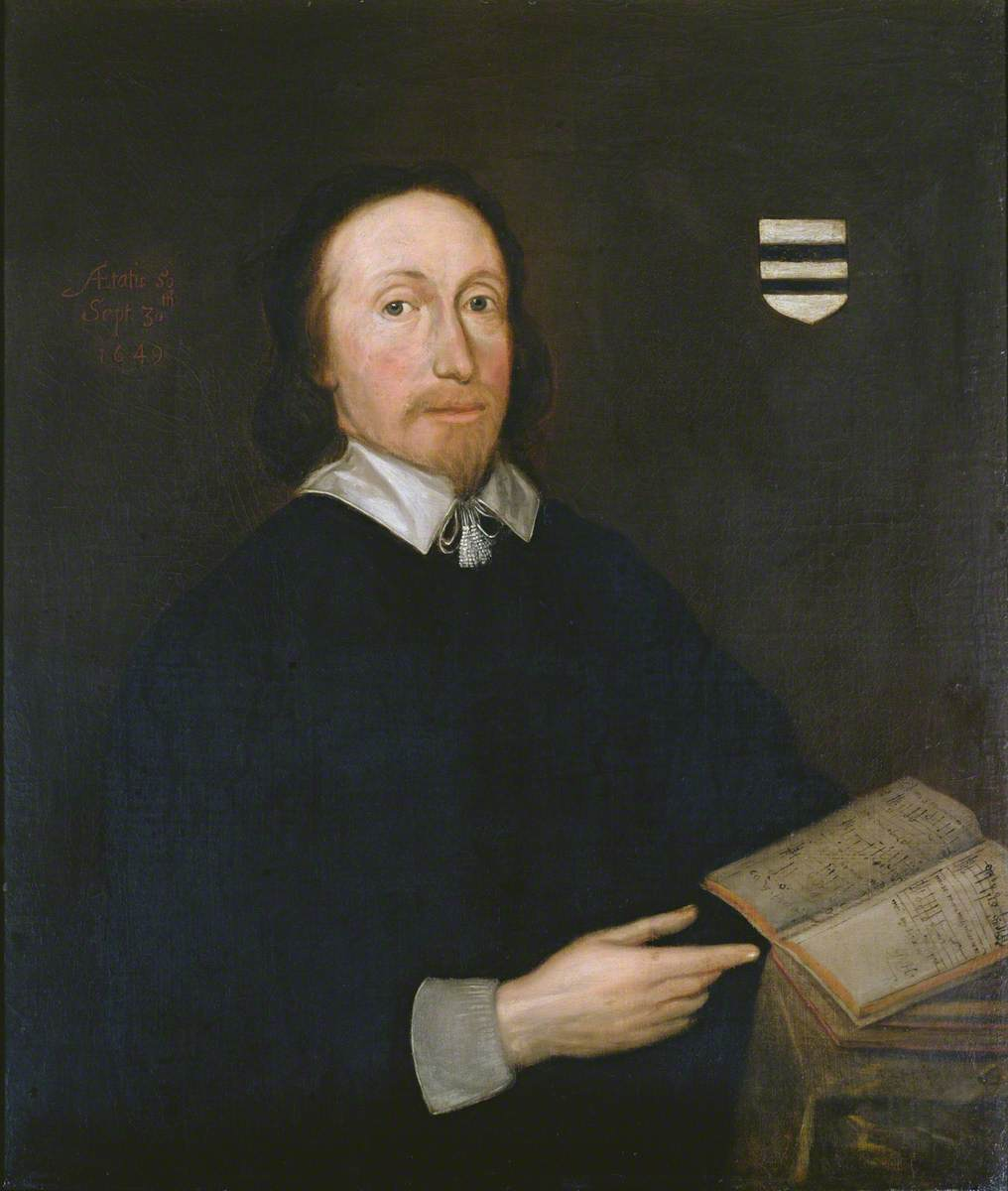
John Hilton

## Leben und Werk
John Hilton wurde 1599 als Sohn des gleichnamigen Vaters, John Hilton (des Älteren) († um 1608), vermutlich in Cambridge geboren. Sein Vater war Kontratenor und später zusammen mit Thomas Butler Organist am Trinity College in Cambridge. Sein Kompositionsschaffen umfasst vor allem kirchenmusikalische Stücke.
John Hilton, der Jüngere, studierte am Trinity College und erhielt 1626 den akademischen Grad eines Bachelor of Music. Auch er trat als Komponist in Erscheinung. Sein hinterlassenes Werk besteht aus kirchenmusikalischen und weltlichen Kompositionen.
1627 erschienen die Ayres or fa la’s for three voices, die Hilton dem ersten Professor der Music an der Universität Oxford, William Heather, widmete. Diese Kompositionen sind Balletti im Stil Giovanni Giacomo Gastoldis und Thomas Morleys und gelten musikgeschichtlich als letzte Kompositionen im Geist des Madrigals.
Zu seinen Werken zählt außerdem die 1652 erstmals herausgegebene und seinerzeit äußerst populäre Zusammenstellung Catch that catch can (auch bekannt als Catch as catch can), eine Liedersammlung, die bis 1762 in zahlreichen Neuauflagen erschien.
Von 1628 bis zum Ende seines Lebens war Hilton Organist und Laienpriester an der St Margaret’s Church in Westminster. Seit 1635 war er zudem der Lautenist König Karls I.